# Magnhild Lindeman
Magnhild Lindeman-Agdestein, född 4 mars 1890, död 12 januari 1955, var en norsk målare och organist.
Hon var dotter till Peter Brynie Lindeman och hans hustru och kusin Anna Severine Lindeman samt från 1923 gift med Torleiv Agdestein. Hon var syster till Signe och Trygve Lindeman. Lindeman utbildade sig till pianolärare och avlade en organistexamen vid Musikkonservatoriet där hon även var pianolärare. Under stumfilmsepoken arbetade hon som biografpianist. Hon studerade konst vid Statens Kunstakademi i Kristiania 1919–1920 och var utställare på Statens Kunstutstilling 1919-1920 samt deltog i Bildende kunstnerinners utstilling på Blomqvists Kunsthandel i Oslo 1932. Vid sidan av sitt konstnärskap gav hon privatlektioner i piano. Lindeman är representerad vid Skiens Faste Galleri.